# لامبورغيني
لامبورغيني للسيارات س.ب.ا (بالإيطالية: Automobili Lamborghini S.p.A.) ويشار لها عمومًا لامبورغيني هي شركة إيطالية مصنعة للسيارات. تأسست الشركة من قبل قطب الصناعة فيروتشيو لامبورغيني في عام 1963، بهدف إنتاج سيارة للجولة الكبرى وتتنافس مع عروض موجودة من مصنعين آخرين مثل فيراري.
( النطق الإيطالي: [lamborˈɡiːni] ) هي علامة تجارية إيطالية ومصنع للسيارات الرياضية الفاخرة وسيارات الدفع الرباعي ومقرها في سانت أغاتا بولونييزي. الشركة مملوكة لمجموعة فولكس فاجن من خلال فرعها أودي.
فيروتشيو لامبورغيني ، قطب صناعة إيطالي، أسس شركة Automobili Ferruccio Lamborghini Sp في عام 1963 للتنافس مع الماركيز، بما في ذلك فيراري. لوحظت الشركة لاستخدامها تصميم محرك خلفي وسطي خلفي. نمت لامبورغيني بسرعة خلال عقدها الأول، لكن المبيعات تراجعت في أعقاب الانكماش المالي العالمي عام 1973 وأزمة النفط. تغيرت ملكية الشركة ثلاث مرات بعد عام 1973، بما في ذلك الإفلاس في عام 1978. سيطرت شركة كرايسلر الأمريكية على لامبورغيني في عام 1987 وباعتها لمجموعة الاستثمار الماليزية Mycom Setdco والمجموعة الإندونيسية V'Power Corporation في عام 1994. في عام 1998، باعت Mycom Setdco و V'Power Lamborghini لمجموعة فولكس فاجن حيث تم وضعها تحت سيطرة قسم أودي في المجموعة.
تم تقديم منتجات وخطوط طراز جديدة إلى محفظة العلامة التجارية وتم طرحها في السوق وشهدت زيادة إنتاجية العلامة التجارية. في أواخر العقد الأول من القرن الحادي والعشرين، خلال الأزمة المالية العالمية والأزمة الاقتصادية اللاحقة، شهدت مبيعات لامبورغيني انخفاضًا بنسبة 50٪ تقريبًا.
تنتج لامبورغيني حاليا التي تعمل بالطاقة V12 أفينتادور والتي تعمل بالطاقة V10 هوراكان، جنبا إلى جنب مع أوروس SUV مدعوم من توربو مزدوج محرك V8. بالإضافة إلى ذلك، تنتج الشركة محركات V12 لسباقات الزوارق السريعة البحرية. يقع المقر الرئيسي لشركة Lamborghini Trattori، التي أسسها Ferruccio Lamborghini في عام 1948، في Pieve di Cento، إيطاليا وتواصل إنتاج الجرارات.

## التاريخ
قام قطب التصنيع الإيطالي فيروتشيو لامبورغيني بتأسيس الشركة في عام 1963 بهدف إنتاج سيارة كبيرة فاخرة للتنافس مع عروض من ماركيز مثل فيراري. تم إطلاق الطرازات الأولى للشركة، مثل 350 جي تي، في منتصف الستينيات. اشتهرت لامبورغيني بسيارة ميورا الرياضية الكوبيه عام 1966، والتي استخدمت محركًا خلفيًا وسطيًا وعجلات خلفية.

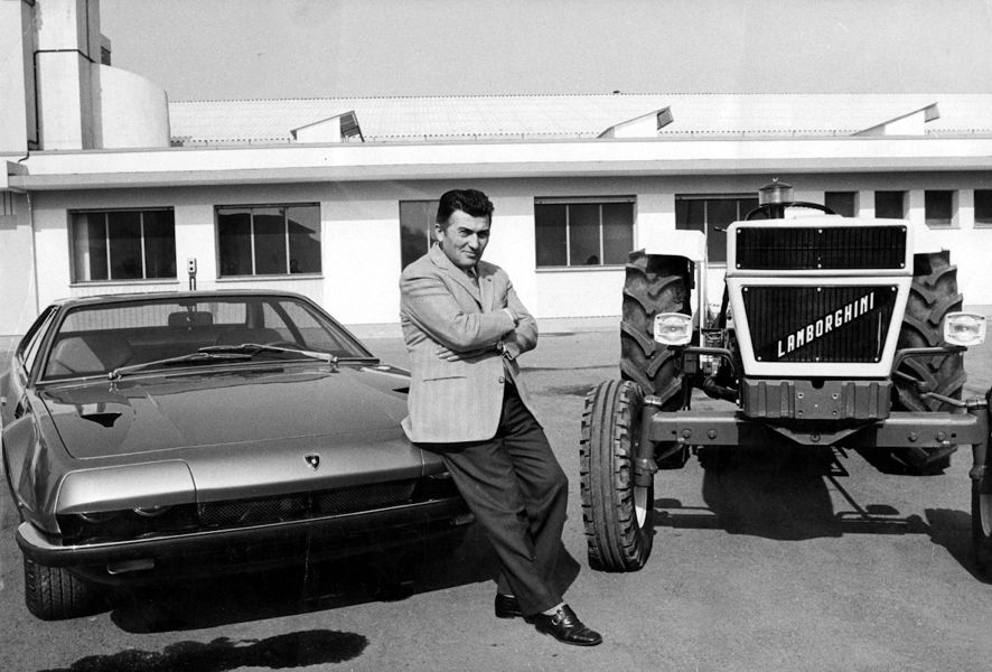
فيروتشيو لامبورغيني مع جاراما وجرار من علامته التجارية

نمت لامبورغيني بسرعة خلال سنواتها العشر الأولى، لكن المبيعات تراجعت في أعقاب الانكماش المالي العالمي عام 1973 وأزمة النفط . باعت Ferruccio Lamborghini الشركة لجورج هنري روسيتي ورينيه لايمر وتقاعدا في عام 1974. أفلست الشركة عام 1978، وتم وضعها تحت حراسة الأخوين جان كلود وباتريك ممران عام 1980. اشترت عائلة Mimrans الشركة خارج الحراسة القضائية بحلول عام 1984 واستثمرت بكثافة في توسعها. تحت إدارة Mimrans "، تم توسيع خط نموذج لامبورغيني من الكونتاش لتشمل هالبا السيارات الرياضية و LM002 ارتفاع أداء السيارة على الطرق الوعرة.
باعت Mimrans لامبورغيني لشركة كرايسلر في عام 1987. بعد استبدال Countach بـ Diablo والتوقف عن Jalpa و LM002 ، باعت Chrysler Lamborghini لمجموعة الاستثمار الماليزية Mycom Setdco والمجموعة الإندونيسية V'Power Corporation في عام 1994. في عام 1998 ، باعت Mycom Setdco و V'Power Lamborghini لمجموعة فولكس فاجن حيث تم وضعها تحت سيطرة قسم أودي بالمجموعة. تم تقديم منتجات وخطوط طراز جديدة إلى محفظة العلامة التجارية وتم طرحها في السوق وشهدت زيادة إنتاجية العلامة التجارية Lamborghini. في أواخر العقد الأول من القرن الحادي والعشرين، خلال الأزمة المالية العالمية والأزمة الاقتصادية اللاحقة، شهدت مبيعات لامبورغيني انخفاضًا بنسبة 50٪ تقريبًا.

### ملكية لامبرغيني
| سنوات        | صاحب                                   |
| ------------ | -------------------------------------- |
| 1963-1972    | فيروتشيو لامبورغيني                    |
| 1972-1977    | Georges-Henri Rossetti and René Leimer |
| 1977-1984    | الحراسة                                |
| 1984-1987    | باتريك ممران                           |
| 1987-1994    | شركة كرايسلر                           |
| 1994-1995    | ميجا تك                                |
| 1995-1998    | V'Power و Mycom Sedtco                 |
| 1999–present | أودي AG                                |

## المنتجات

### السيارات

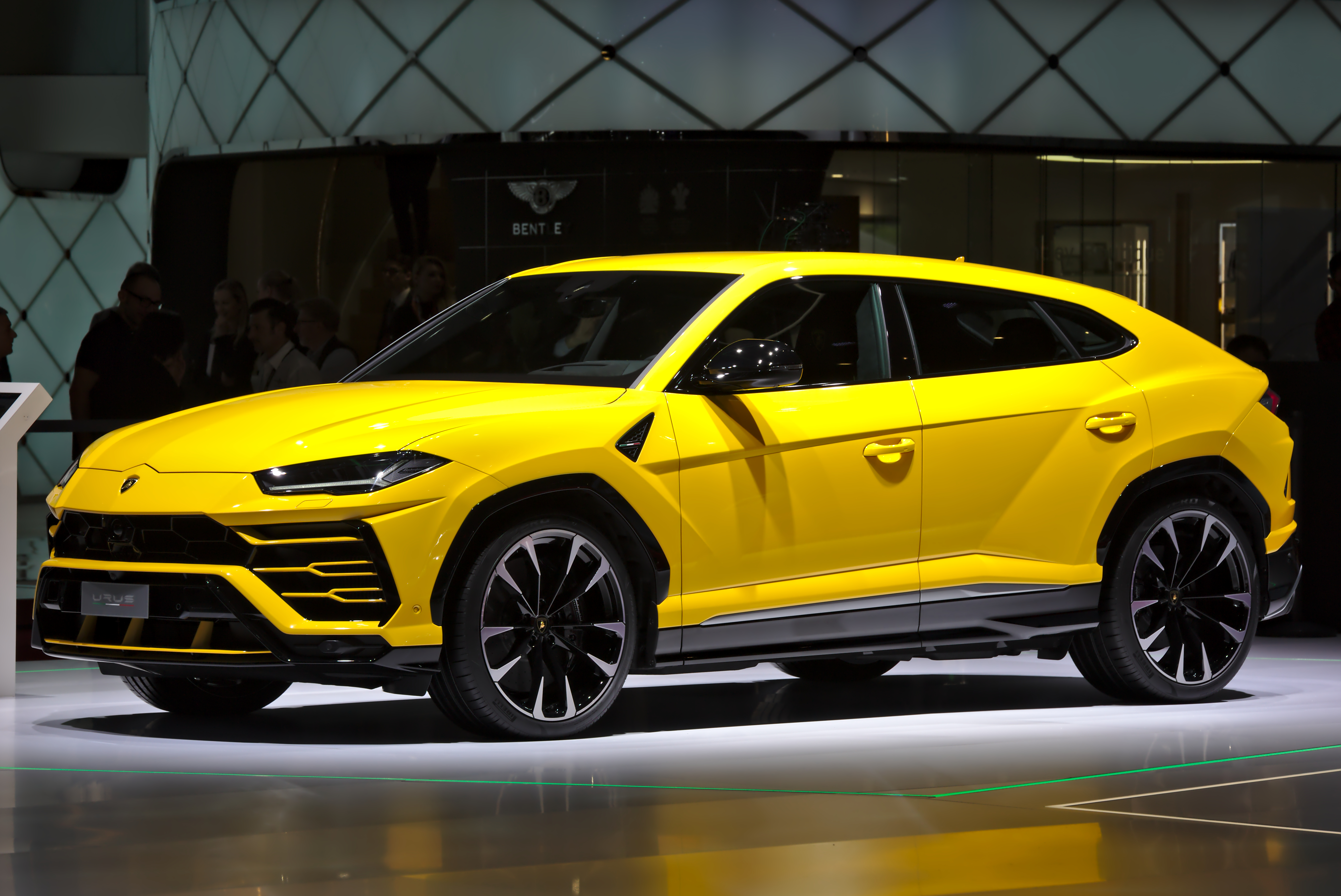
لامبورغيني أوروس.

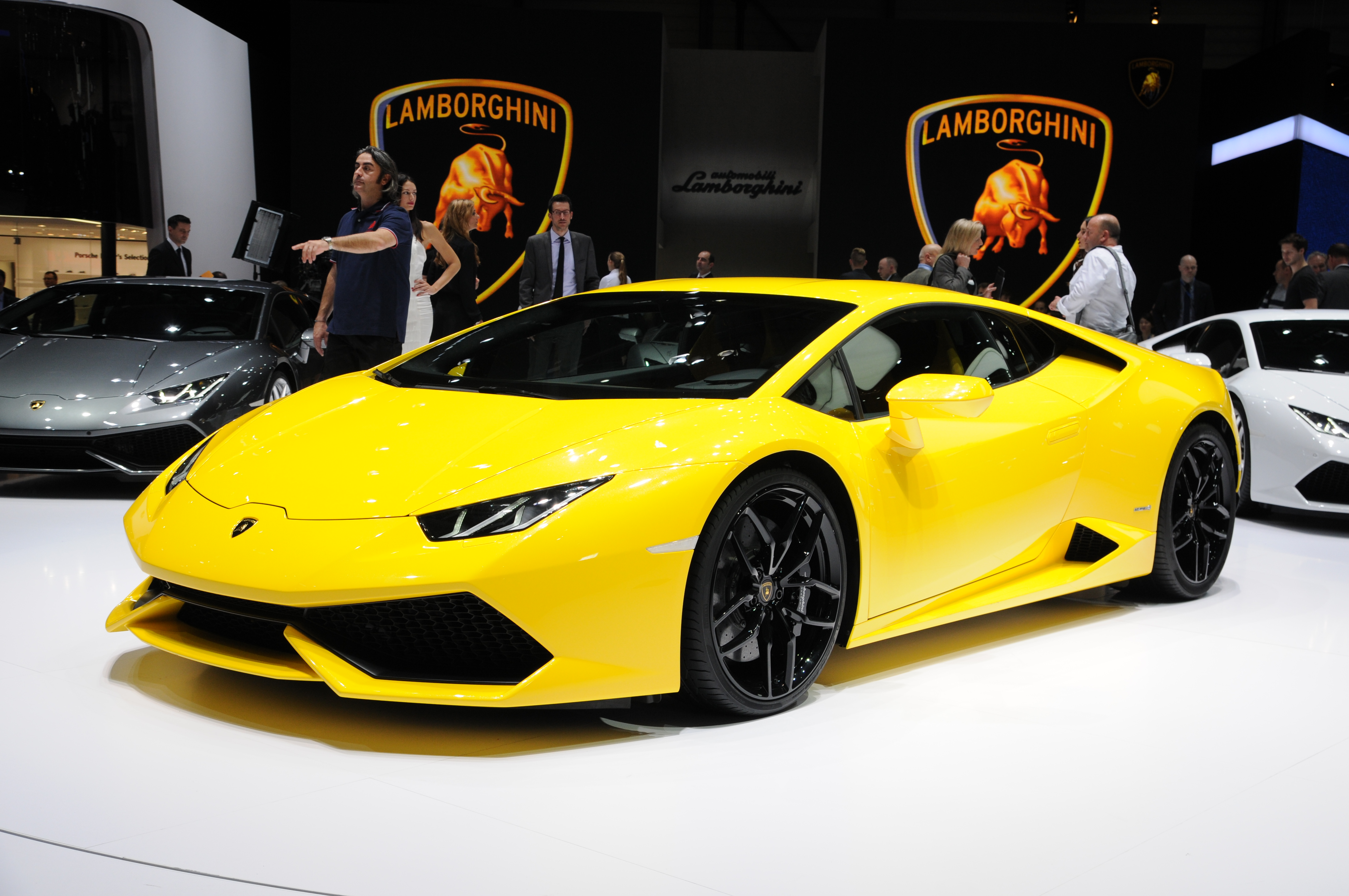
لامبورغيني أوروكان

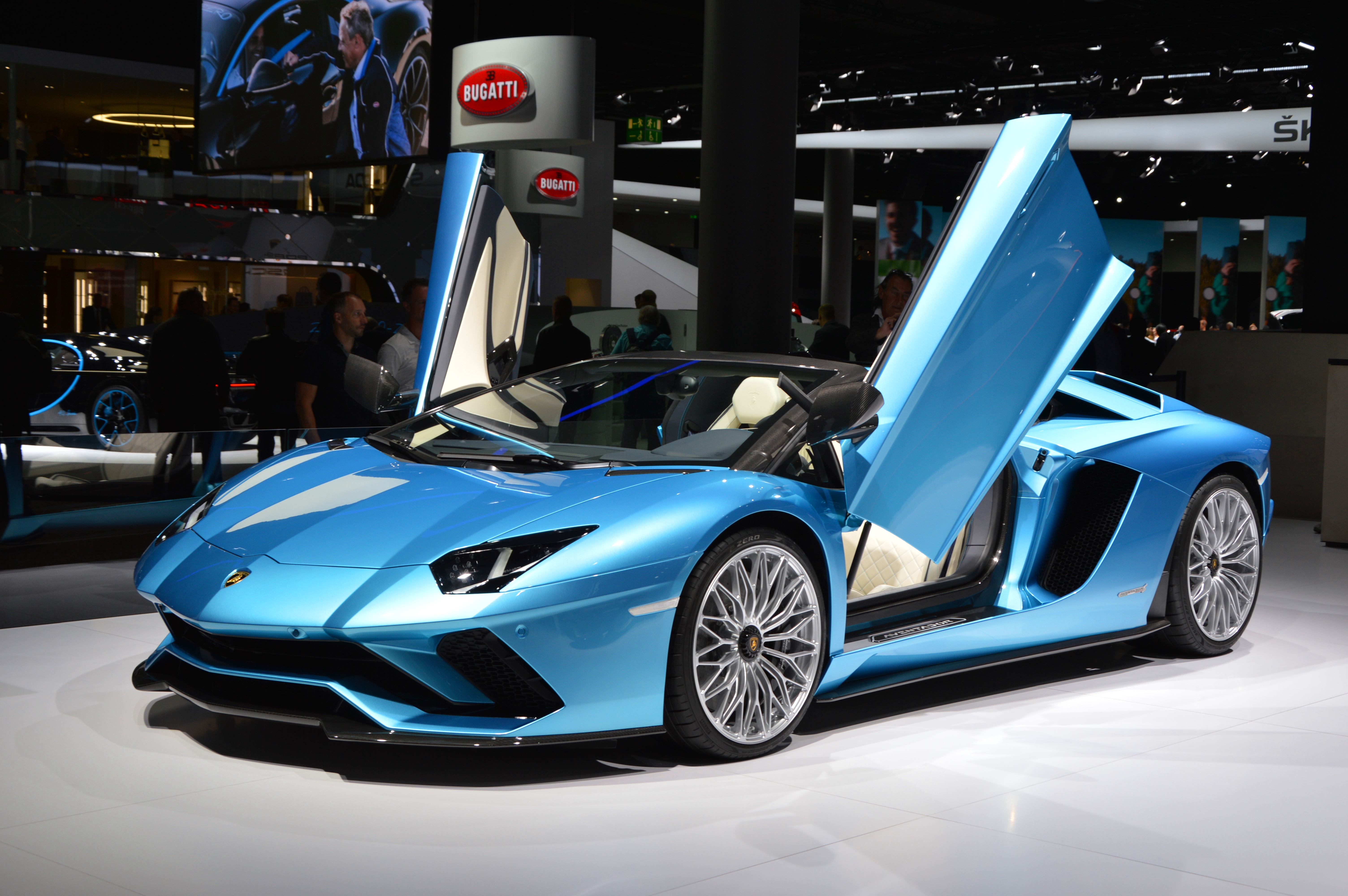
لامبورغيني أفينتادور إس رودستر

اعتبارًا من عام 2018 ، تتكون مجموعة منتجات السيارات من Lamborghini من ثلاثة خطوط نموذجية، اثنان منها عبارة عن سيارات رياضية ذات محرك وسطي بمقعدين بينما الثالث عبارة عن سيارات الدفع الرباعي ذات الدفع الرباعي بمحرك أمامي. يتكون خط أفينتادور الذي يعمل بمحرك V12 من طراز LP 740-4 أفينتادور S كوبيه وكوبيه رودستر. يتضمن خط Huracán الذي يعمل بمحرك V10 حاليًا سيارة LP 610-4 كوبيه ذات الدفع الرباعي وسبيدر، والدفع الخلفي منخفض التكلفة LP 580-2 كوبيه و Spyder وأقوى LP 640-4 Performanté coupé و سبايدر. مع نية مضاعفة حجم مبيعاتها بحلول عام 2019 ، أضافت لامبورغيني أيضًا سيارة دفع رباعي تحمل اسم Urus في خطتها، والتي تعمل بمحرك V8 مزدوج التوربو وتستخدم محركًا أماميًا بنظام الدفع الرباعي.

### المحركات البحرية
تنتج Motori Marini Lamborghini مجموعة كبيرة من المحركات البحرية V12 للاستخدام في الزوارق السريعة من الفئة 1 من سلسلة World Offshore . محرك بحري يحمل علامة لامبورغيني يزيح حوالي 8,171 سنتيمتر مكعب (8.2 ل) ومخرجات حوالي 940 حصان (700 كـو) .

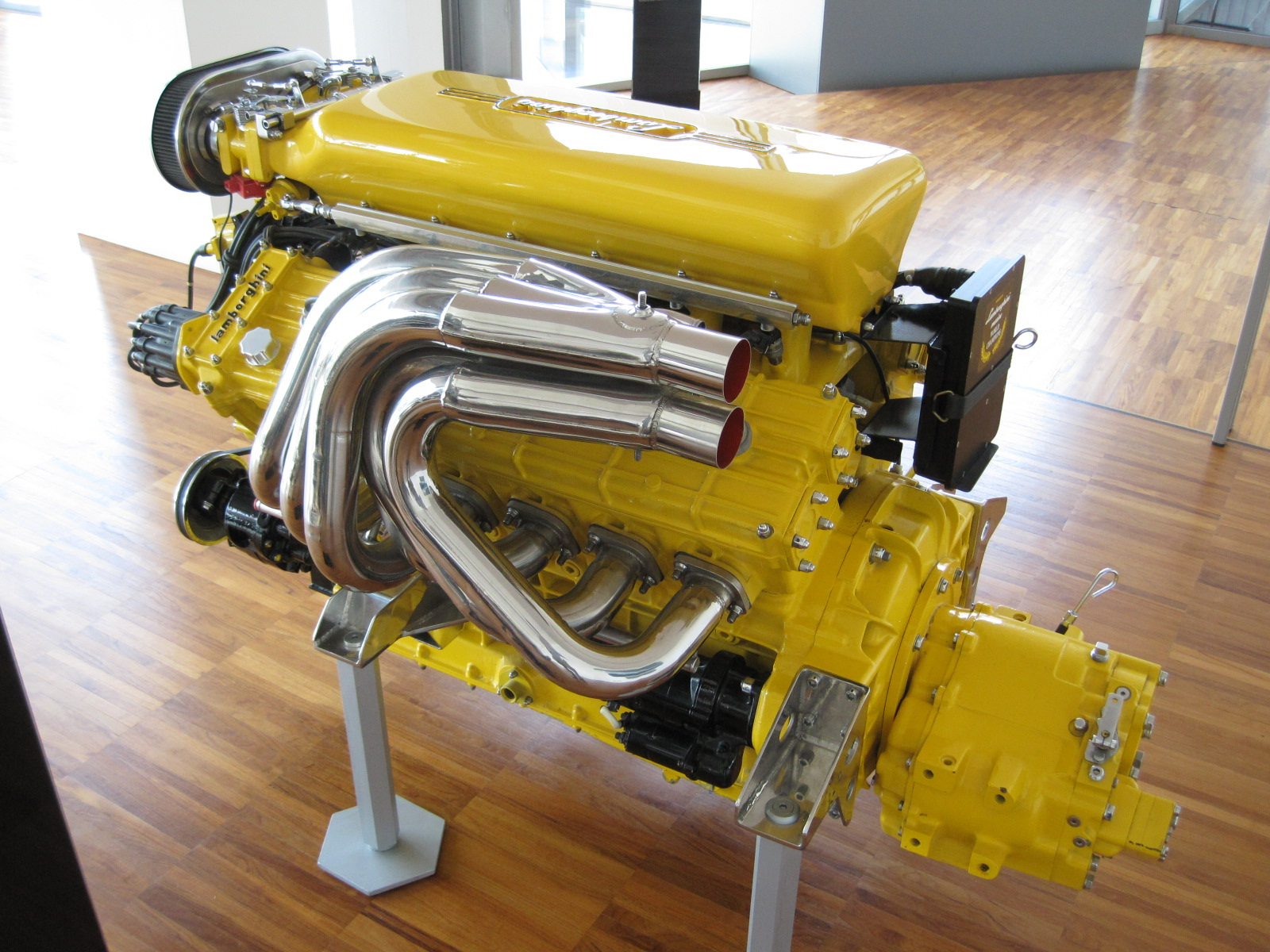
المحرك البحري L900

### الدراجات النارية
في منتصف الثمانينيات، أنتجت لامبورغيني إنتاجًا محدودًا من 1000 سيارة دراجة نارية رياضية سم مكعب. صحيفة أسبوعية UK موتور دورة نيوز ذكرت في عام 1994 - عندما يظهر مثال متاح من خلال إسيكس دراجة نارية متاجر التجزئة - أن 24 أمثلة أنتجت مع لامبورغيني سبيكة إطار وجود تعديل توجيه رأس الزاوية ، كاواساكي GPZ1000RX محرك / وحدة الإرسال، ceriani بمنتهى شوك الجبهة وعجلات MARVIC . كان هيكل السيارة من البلاستيك ومتكامل تمامًا مع الواجهة الأمامية المدمجة في خزان الوقود وغطاء المقعد الذي ينتهي بإنهاء الذيل الخلفي. تم تصميم الدراجات النارية من قبل مصممي لامبورغيني وأنتجتها شركة Boxer Bikes الفرنسية.
في منتصف الثمانينيات، أنتجت لامبورغيني إنتاجًا محدودًا من 1000 سيارة دراجة نارية رياضية سم مكعب. صحيفة أسبوعية UK موتور دورة نيوز ذكرت في عام 1994 - عندما يظهر مثال متاح من خلال إسيكس دراجة نارية متاجر التجزئة - أن 24 أمثلة أنتجت مع لامبورغيني سبيكة إطار وجود تعديل توجيه رأس الزاوية ، كاواساكي GPZ1000RX محرك / وحدة الإرسال، ceriani بمنتهى شوك الجبهة وعجلات MARVIC . كان هيكل السيارة من البلاستيك ومتكامل تمامًا مع الواجهة الأمامية المدمجة في خزان الوقود وغطاء المقعد الذي ينتهي بإنهاء الذيل الخلفي. تم تصميم الدراجات النارية من قبل مصممي لامبورغيني وأنتجتها شركة Boxer Bikes الفرنسية.

### البضائع ذات العلامات التجارية
تقوم Lamborghini بترخيص علامتها التجارية للمصنعين الذين ينتجون مجموعة متنوعة من السلع الاستهلاكية التي تحمل علامة Lamborghini بما في ذلك نماذج المقاييس والملابس والإكسسوارات والحقائب والإلكترونيات  وأجهزة الكمبيوتر المحمولة.

## رياضة السيارات
قالب:Infobox F1 engine manufacturer

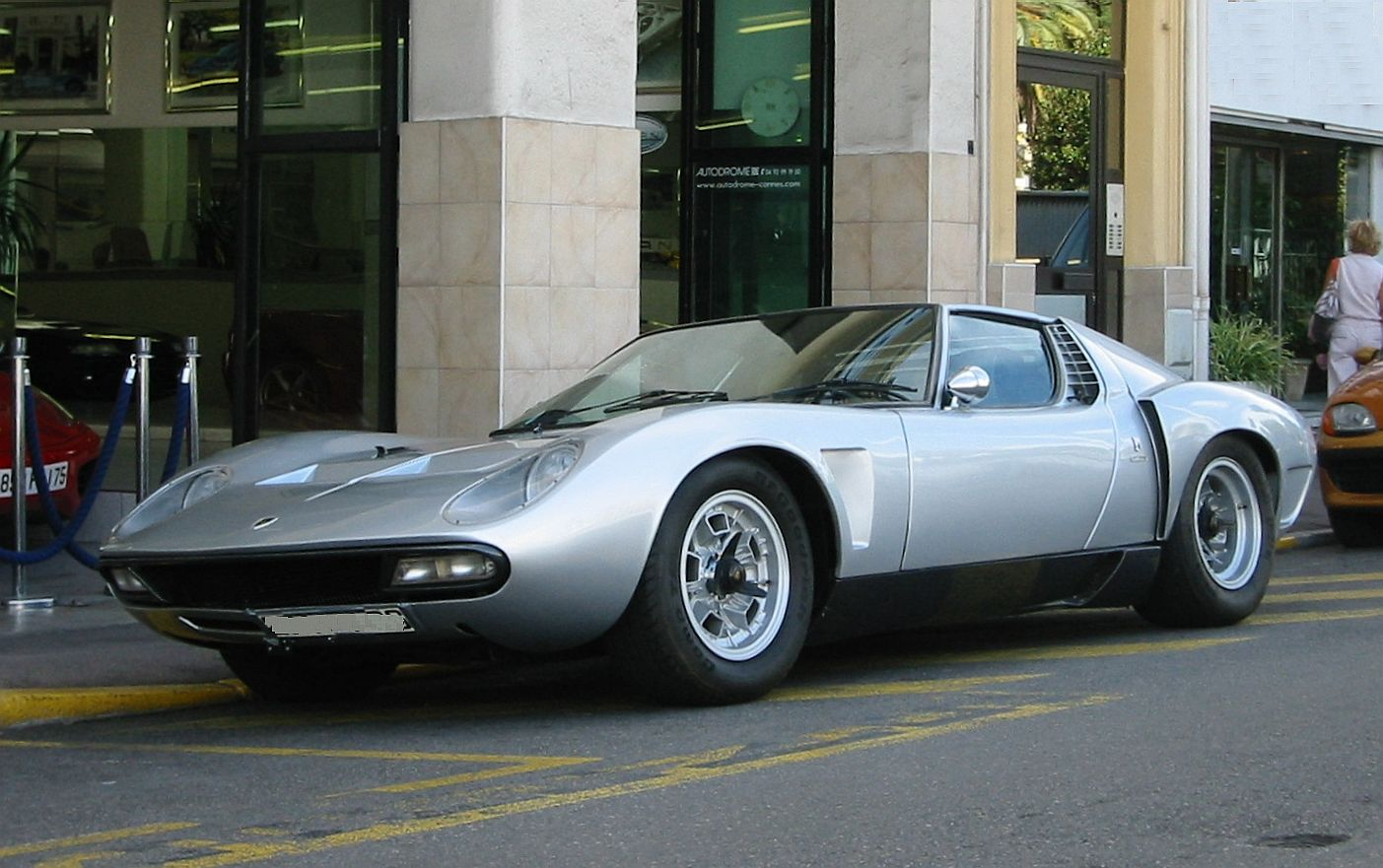
بدأت Miura كنموذج أولي سري، سيارة لها نسب سباقات في شركة كانت بالكامل ضد رياضة السيارات.

على عكس منافسه إنزو فيراري، قررت شركة Ferruccio Lamborghini في وقت مبكر أنه لن يكون هناك سباقات مدعومة من المصنع لسيارات Lamborghinis، معتبرة أن رياضة السيارات باهظة الثمن وتستنزف موارد الشركة بشكل كبير. كان هذا غير معتاد في ذلك الوقت، حيث سعى العديد من مصنعي السيارات الرياضية إلى إظهار السرعة والموثوقية والتفوق التقني من خلال المشاركة في رياضة السيارات. اشتهر إنزو فيراري على وجه الخصوص باعتبار أعماله الخاصة بالسيارات على الطرق مصدرًا لتمويل مشاركته في سباقات السيارات. أدت سياسة Ferruccio إلى توترات بينه وبين مهندسيه، وكثير منهم من عشاق السباقات. كان البعض قد عمل سابقًا في فيراري. عندما بدأ Dallara و Stanzani و Wallace في تخصيص أوقات فراغهم لتطوير النموذج الأولي P400 ، قاموا بتصميمها لتكون سيارة للطرق ذات إمكانات سباق، يمكن أن تفوز على المضمار وأيضًا يقودها المتحمسون على الطريق.  عندما اكتشف Ferruccio المشروع، سمح لهم بالمضي قدمًا، معتبراً إياه وسيلة تسويق محتملة للشركة، بينما أصر على أنه لن يتم التسابق. ذهب P400 ليصبح Miura. كانت أقرب ما توصلت إليه الشركة لبناء سيارة سباق حقيقية تحت إشراف لامبورغيني هي بعض النماذج الأولية المعدلة للغاية، بما في ذلك تلك التي صنعها سائق اختبار المصنع بوب والاس، مثل سيارة ميورا SV ومقرها "جوتا" وسيارة "بوب والاس" في جاراما إس. مميز".
في منتصف السبعينيات، عندما كانت لامبورغيني تحت إدارة جورج هنري روسيتي، دخلت لامبورغيني في اتفاقية مع BMW لتطوير، ثم تصنيع 400 سيارة لسيارات BMW من أجل تلبية متطلبات التجانس من المجموعة الرابعة. تفتقر BMW إلى الخبرة في تطوير سيارة ذات محرك وسطي وتعتقد أن تجربة Lamborghini في هذا المجال ستجعل Lamborghini خيارًا مثاليًا للشريك. بسبب الموارد المالية المتقلبة لشركة Lamborghini، تأخرت Lamborghini عن الجدول الزمني لتطوير هيكل السيارة ومعدات التشغيل. عندما فشلت Lamborghini في تقديم نماذج العمل في الوقت المحدد، أخذت BMW البرنامج في المنزل، وأكملت التطوير بدون Lamborghini. تعاقدت شركة BMW مع شركة Baur لإنتاج السيارة التي أطلقت عليها BMW اسم M1، حيث قامت بتسليم أول سيارة في أكتوبر 1978.  

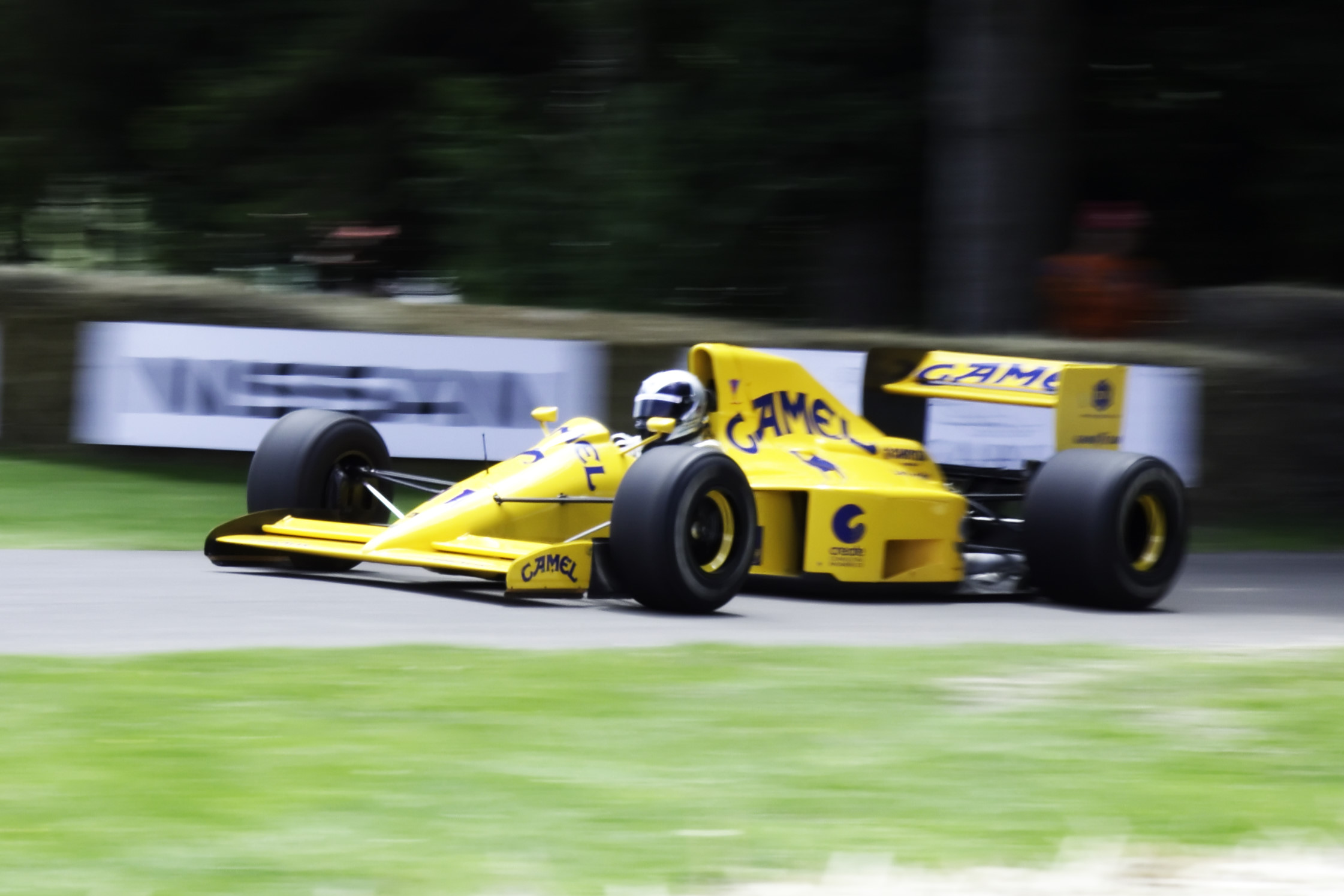
ظهر موديل 1990 لوتس 102 بسيارة لامبورغيني V12.

في عام 1985، طور المستورد البريطاني لامبورغيني كونتاش QVX ، بالاشتراك مع Spice Engineering ، لموسم بطولة المجموعة C. تم بناء سيارة واحدة، لكن عدم وجود رعاية تسبب في تفويت الموسم. تنافس QVX في سباق واحد فقط، وهو سباق غير بطولة 1986 Southern Suns 500 سباق الكيلومتر في كيالامي في جنوب أفريقيا بقيادة تيف نيدل . على الرغم من تشطيب السيارة بشكل أفضل مما كانت عليه، إلا أنه لم يتم العثور على الرعاية مرة أخرى وتم إلغاء البرنامج.
كانت لامبورغيني مورّدًا للمحركات في الفورمولا 1 خلال مواسم الفورمولا 1 من 1989 حتى 1993 . لقد زودت المحركات لاروس (1989-1990 ، 1992-1993) ، لوتس (1990) ، ليجير (1991) ، ميناردي (1992) ، وفريق مودينا في عام 1991. في حين أن الأخير يشار إليه عادة باسم فريق المصنع، فقد رأت الشركة نفسها كمورد وليس داعمًا. كانت سيارة Larrousse-Lamborghini عام 1992 غير قادرة على المنافسة إلى حد كبير ولكنها جديرة بالملاحظة في ميلها إلى بث الزيت من نظام العادم. السيارات التي تتابع عن كثب خلف Larrousse عادة ما تكون مصفرة ذات لون بني بنهاية السباق. تم تحقيق أفضل نتيجة لامبورجيني مع Larrousse في سباق الجائزة الكبرى الياباني عام 1990 ، عندما احتل Aguri Suzuki المركز الثالث على أرض الوطن.
في أواخر عام 1991 ، تم استخدام محرك Lamborghini Formula One في السيارة الرياضية Konrad KM-011 Group C ، لكن السيارة استمرت لبضعة سباقات فقط قبل إلغاء المشروع. نفس المحرك، الذي أعيدت تسميته لشركة كرايسلر ، الشركة الأم لامبورجيني آنذاك، تم اختباره من قبل مكلارين في نهاية موسم 1993 ، بقصد استخدامه خلال موسم 1994 . على الرغم من أن السائق أيرتون سينا قد أعجب بأداء المحرك، إلا أن مكلارين انسحب من المفاوضات، واختار محرك بيجو بدلاً من ذلك، وأنهت كرايسلر المشروع.

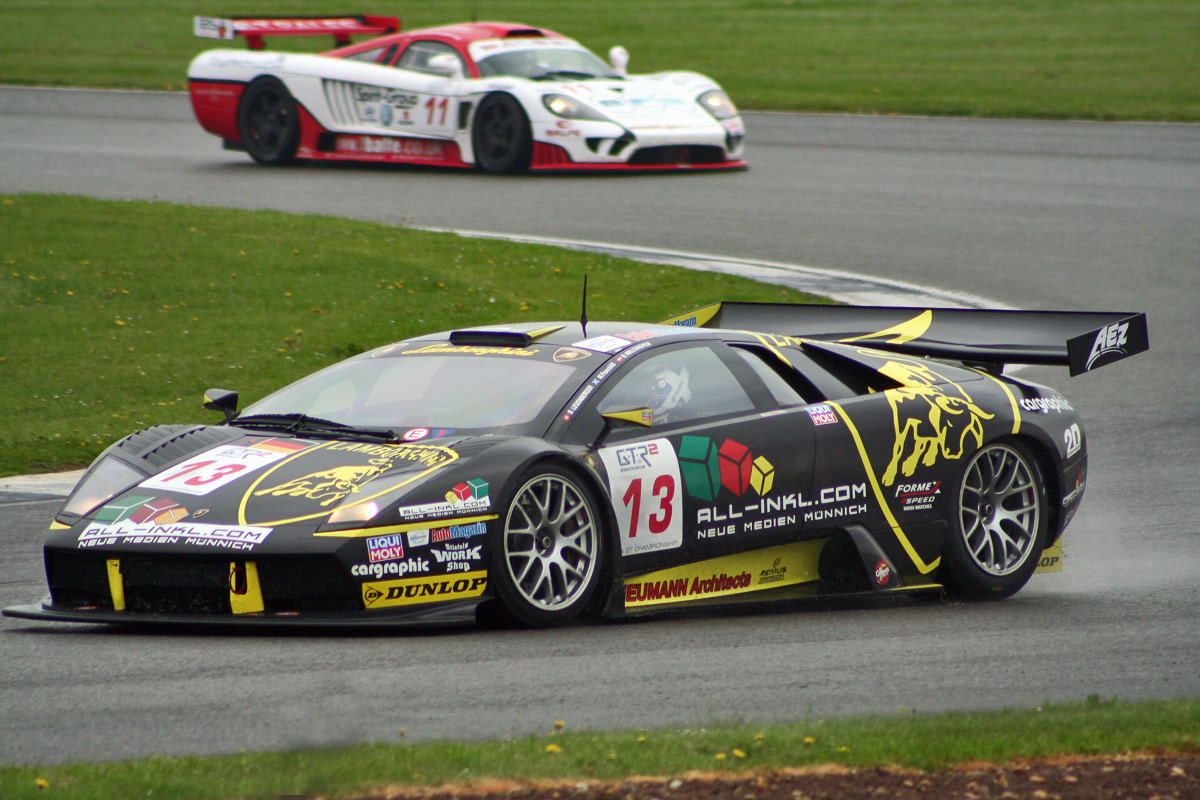
Murcielago R-GT تشارك في بطولة FIA GT في سيلفرستون عام 2006

تم بناء نسختين من سباق Diablo من أجل Diablo Supertrophy ، وهي سلسلة سباقات أحادية الطراز تقام سنويًا من عام 1996 إلى عام 1999. في السنة الأولى، كان النموذج المستخدم في السلسلة هو Diablo SVR ، بينما تم استخدام Diablo 6.0 GTR للسنوات الثلاث المتبقية. طورت لامبورغيني Murciélago R-GT كسيارة سباق إنتاج للتنافس في بطولة FIA GT ، بطولة Super GT وسلسلة Le Mans الأمريكية في عام 2004. كان أعلى ترتيب للسيارة في أي سباق في ذلك العام هو الجولة الافتتاحية لبطولة FIA GT في فالنسيا ، حيث احتلت السيارة التي دخلت من قبل Reiter Engineering المركز الثالث من بداية المركز الخامس. في عام 2006 ، خلال الجولة الافتتاحية لبطولة Super GT في Suzuka ، حققت سيارة يديرها Japan Lamborghini Owners Club أول فوز (في فئتها) بسيارة R-GT. تم تطوير نسخة GT3 من Gallardo بواسطة Reiter Engineering . دخلت Murciélago R-GT من خلال All-Inkl.com للسباقات، بقيادة كريستوف بوشوت وستيفان موكي، وفازت بالجولة الافتتاحية لبطولة FIA GT التي أقيمت في حلبة Zhuhai الدولية ، محققة أول انتصار رئيسي لسباق لامبورغيني.

### نتائج الفورمولا واحد كاملة
| Year | Entrant                        | Chassis              | Engine(s)                | Tyres | Drivers              | 1    | 2    | 3    | 4    | 5    |
| ---- | ------------------------------ | -------------------- | ------------------------ | ----- | -------------------- | ---- | ---- | ---- | ---- | ---- |
| 1989 | Larrousse Calmels              | Lola LC88B Lola LC89 | Lamborghini 3512 V12     | G     |                      | BRA  | SMR  | MON  | MEX  | USA  |
| 1989 | Larrousse Calmels              | Lola LC88B Lola LC89 | Lamborghini 3512 V12     | G     | Yannick Dalmas       | DNQ  | Ret  | DNQ  | DNQ  | DNQ  |
| 1989 | Larrousse Calmels              | Lola LC88B Lola LC89 | Lamborghini 3512 V12     | G     | Éric Bernard         |      |      |      |      |      |
| 1989 | Larrousse Calmels              | Lola LC88B Lola LC89 | Lamborghini 3512 V12     | G     | Michele Alboreto     |      |      |      |      |      |
| 1989 | Larrousse Calmels              | Lola LC88B Lola LC89 | Lamborghini 3512 V12     | G     | Philippe Alliot      | 12   | Ret  | Ret  | Ret  | Ret  |
| 1990 | ESPO Larrousse F1              | Lola LC89B Lola LC90 | Lamborghini 3512 V12     | G     |                      | USA  | BRA  | SMR  | MON  | CAN  |
| 1990 | ESPO Larrousse F1              | Lola LC89B Lola LC90 | Lamborghini 3512 V12     | G     | Éric Bernard         | 8    | Ret  | 13   | 6    | 9    |
| 1990 | ESPO Larrousse F1              | Lola LC89B Lola LC90 | Lamborghini 3512 V12     | G     | Aguri Suzuki         | Ret  | Ret  | Ret  | Ret  | 12   |
| 1990 | Camel Team Lotus               | Lotus 102            | Lamborghini V12          | G     |                      |      |      |      |      |      |
| 1990 | Camel Team Lotus               | Lotus 102            | Lamborghini V12          | G     | Derek Warwick        | Ret  | Ret  | 7    | Ret  | 6    |
| 1990 | Camel Team Lotus               | Lotus 102            | Lamborghini V12          | G     | Martin Donnelly      | DNS  | Ret  | 8    | Ret  | Ret  |
| 1990 | Camel Team Lotus               | Lotus 102            | Lamborghini V12          | G     | Johnny Herbert       |      |      |      |      |      |
| 1991 | Equipe Ligier Gitanes          | Ligier JS35B         | Lamborghini 3512V12      | G     |                      | USA  | BRA  | SMR  | MON  | CAN  |
| 1991 | Equipe Ligier Gitanes          | Ligier JS35B         | Lamborghini 3512V12      | G     | Thierry Boutsen      | Ret  | Ret  | 7    | 7    | Ret  |
| 1991 | Equipe Ligier Gitanes          | Ligier JS35B         | Lamborghini 3512V12      | G     | Érik Comas           | DNQ  | Ret  | 10   | 10   | 8    |
| 1991 | Modena Team SpA                | Lambo 291            | Lamborghini L3512 V12    | G     | Nicola Larini        | 7    | DNPQ | DNPQ | DNPQ | DNPQ |
| 1991 | Modena Team SpA                | Lambo 291            | Lamborghini L3512 V12    | G     | Eric van de Poele    | DNPQ | DNPQ | 9    | DNPQ | DNPQ |
| 1992 | Central Park Venturi Larrousse | Venturi LC92         | Lamborghini 3512 V12     | G     |                      | RSA  | MEX  | BRA  | ESP  | SMR  |
| 1992 | Central Park Venturi Larrousse | Venturi LC92         | Lamborghini 3512 V12     | G     | Bertrand Gachot      | Ret  | 11   | Ret  | Ret  | Ret  |
| 1992 | Central Park Venturi Larrousse | Venturi LC92         | Lamborghini 3512 V12     | G     | Ukyo Katayama        | 12   | 12   | 9    | DNQ  | Ret  |
| 1992 | Minardi Team                   | M191BM191LM192       | Lamborghini 3512 3.5 V12 | G     | Christian Fittipaldi | Ret  | Ret  | Ret  | 11   | Ret  |
| 1992 | Minardi Team                   | M191BM191LM192       | Lamborghini 3512 3.5 V12 | G     | Alessandro Zanardi   |      |      |      |      |      |
| 1992 | Minardi Team                   | M191BM191LM192       | Lamborghini 3512 3.5 V12 | G     | Gianni Morbidelli    | Ret  | Ret  | 7    | Ret  | Ret  |
| 1993 | Larrousse F1                   | Larrousse LH93       | Lamborghini 3512 V12     | G     |                      | RSA  | BRA  | EUR  | SMR  | ESP  |
| 1993 | Larrousse F1                   | Larrousse LH93       | Lamborghini 3512 V12     | G     | Philippe Alliot      | Ret  | 7    | Ret  | 5    | Ret  |
| 1993 | Larrousse F1                   | Larrousse LH93       | Lamborghini 3512 V12     | G     | Toshio Suzuki        |      |      |      |      |      |
| 1993 | Larrousse F1                   | Larrousse LH93       | Lamborghini 3512 V12     | G     | Érik Comas           | Ret  | 10   | 9    | Ret  | 9    |

## 350 جي تي 1964
- بعد تجميع فريق قوي متكامل صنع نموذج (جي تي في) التجريبيّ، أطلق (فيروشيو لامبورغيني) الإصدار الإنتاجيّ من مركبة (جي تي) التي أصبحت أوّل طراز مخصّص للإنتاج من هذه العلامة التجارية المميزة.
- مثل طراز (350 جي تي في) التجريبيّ، كان الإصدار الإنتاجيّ يتمتّع بنظام تعليق مستقل على الإطارات الأربعة ومحرك (V12) بعمود حدبات رباعيّ الصمامات مع هيكل مصنوع من الألومنيوم من تصميم (سكاغليون).
- محرّك (350) كان محرك (V12) من تصميم (بيزاريني) بسعة 3.9 لتر، وقد كان محركاً قوياً للغاية يستطيع أن يولّد 350 حصان بسهولة وينقل تلك القوة إلى الإطارين الخلفيّين بواسطة ناقل تروس يدوي متزامن بخمس سرعات خاص بـ(لامبورغيني)، قادر على الانطلاق بالمركبة من سرعة صفر

إلى 60 ميل/س في 7.4 ثانية، ثمّ إلى سرعة قصوى تبلغ 155 ميل/س.
- بعد إنتاج 143 مركبة من طراز (350 جي تي)، استعاضت شركة (لامبورغيني) عنه بطراز (400 جي تي) ذي المحرك الكبير عام.1966

## سيارات السباق: لامبورغيني غالاردو إل بي 560-4 سوبر تروفيو - 2009
- أعلنت شركة (لامبورغيني للسيّارات) عن بطولة (لامبورغيني بلانكبين سوبر تروفيو) وهي أسرع بطولة في العالم من بطولات النوع الواحد. بدأت البطولة في شهر (مايو) 2009 وضمّت سيّارات (لامبورغيني سوبر تروفيو)، وهو إصدار خفيف الوزن من طراز (غالاردو إل بي 560-4) الرياضيّة فائقة السرعة التي أُطلقت في وقت سابق من نفس العام. تحتوي (سوبر تروفيو) على هيكل معدّل وبوزن مخفّض لا يتجاوز 1300 كغم وتبلغ قوّة محرّكها الـ(V10) 570 حصان. وضعت (لامبورغيني) نصب عينيها هدفاً واضحاً وهو أن تكون بطولة (سوبر تروفيو) أسرع بطولات سيّارات النوع الواحد في العالم.

## رايتر غالاردو إل بي 560 جي تي 2 - 2009
- في سباق (سبا) الذي يمتد لـ1000 كم، قرّرت (رايتر للهندسة) أن تشارك للمرة الأولى بسيّارة السباق الخاصة بهم (غالاردو إل بي 560) والتي كانت ما تزال في مرحلة التطوير عندما أطلق الطراز الخاصّ بالسير على الطرقات منها في معرض (جينيفا) للسيّارات عام 2008 فتأخّر إصدارها إلى عام 2009

## لامبورغيني غالاردو جي تي 3 - 2006
- للتحضير لفئة (جي تي 3) الجديدة من فئات الاتحاد الدّولي للسيارات، تعاونت شركة (رايتر) الألمانيّة مع (لامبورغيني) لتصنعان سيّارة (غالاردو) جاهزة للسباقات. (رايتر) ليست حديثة عهد بهذه المهمّات، فقد سبق وأن أنجزوا مشاريع لتعديل (مورسيلاغو جي تي 1) و(ديابلو جي تي آر سوبر ترفي) لمصنع (لامبورغيني) وتحتوي السيّارة على محرّك (V10) القائيّ التزوّد بالهواء بسعة 5 لتر يولّد قوّة تبلغ 520 حصان

## التسويق

### هوية العلامة التجارية

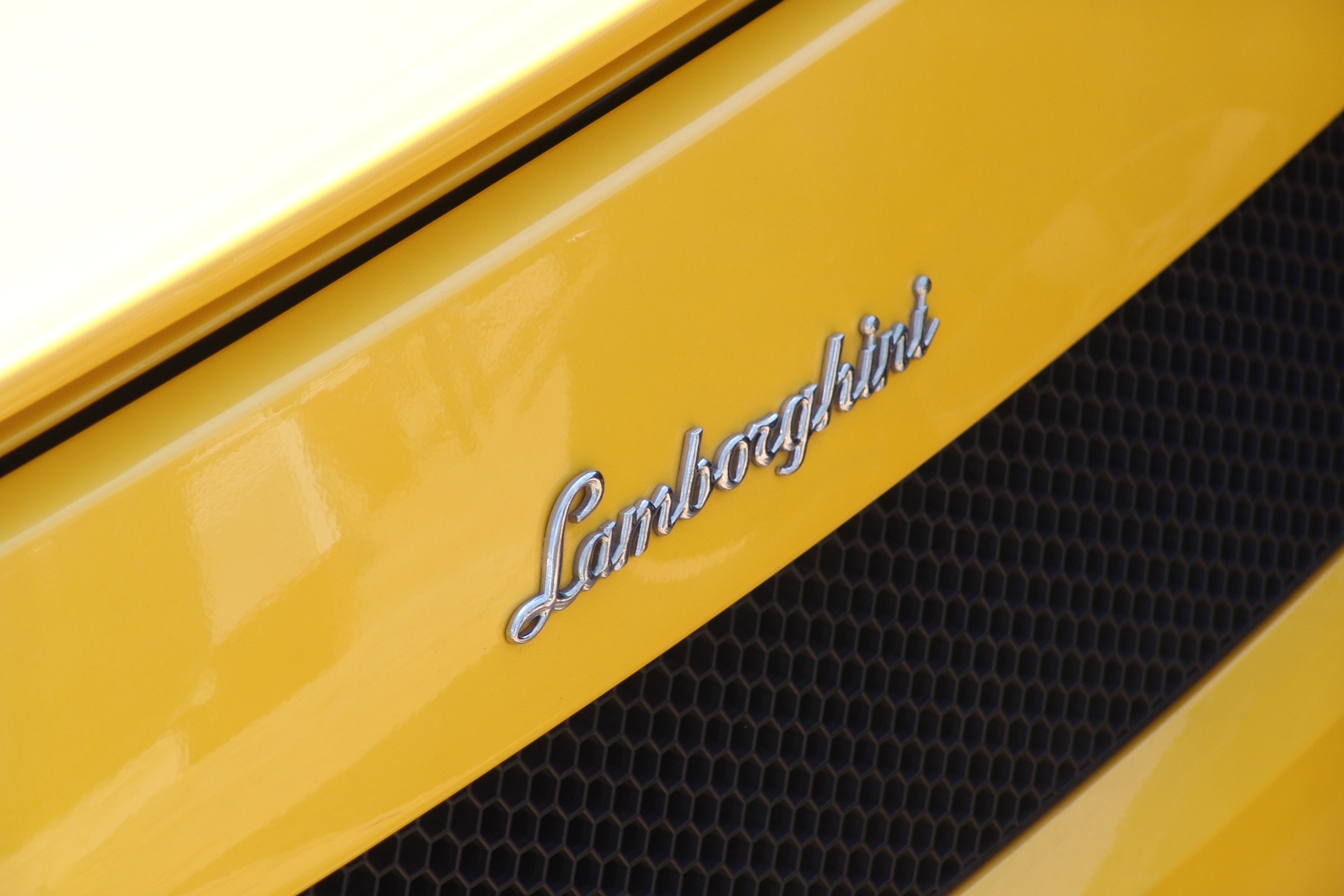
شعار لامبورغيني النصي ، كما هو معروض على ظهر سياراتها

يعد عالم مصارعة الثيران جزءًا أساسيًا من هوية لامبورغيني. في عام 1962، زارت Ferruccio Lamborghini مزرعة دون إدواردو ميورا في إشبيلية، وهو مربي مشهور للثيران المقاتلة الإسبانية. أعجب لامبورغيني، وهو برج الثور نفسه، بحيوانات ميورا المهيبة لدرجة أنه قرر اعتماد ثور هائج كشعار لصانع السيارات الذي سيفتحه قريبًا. 

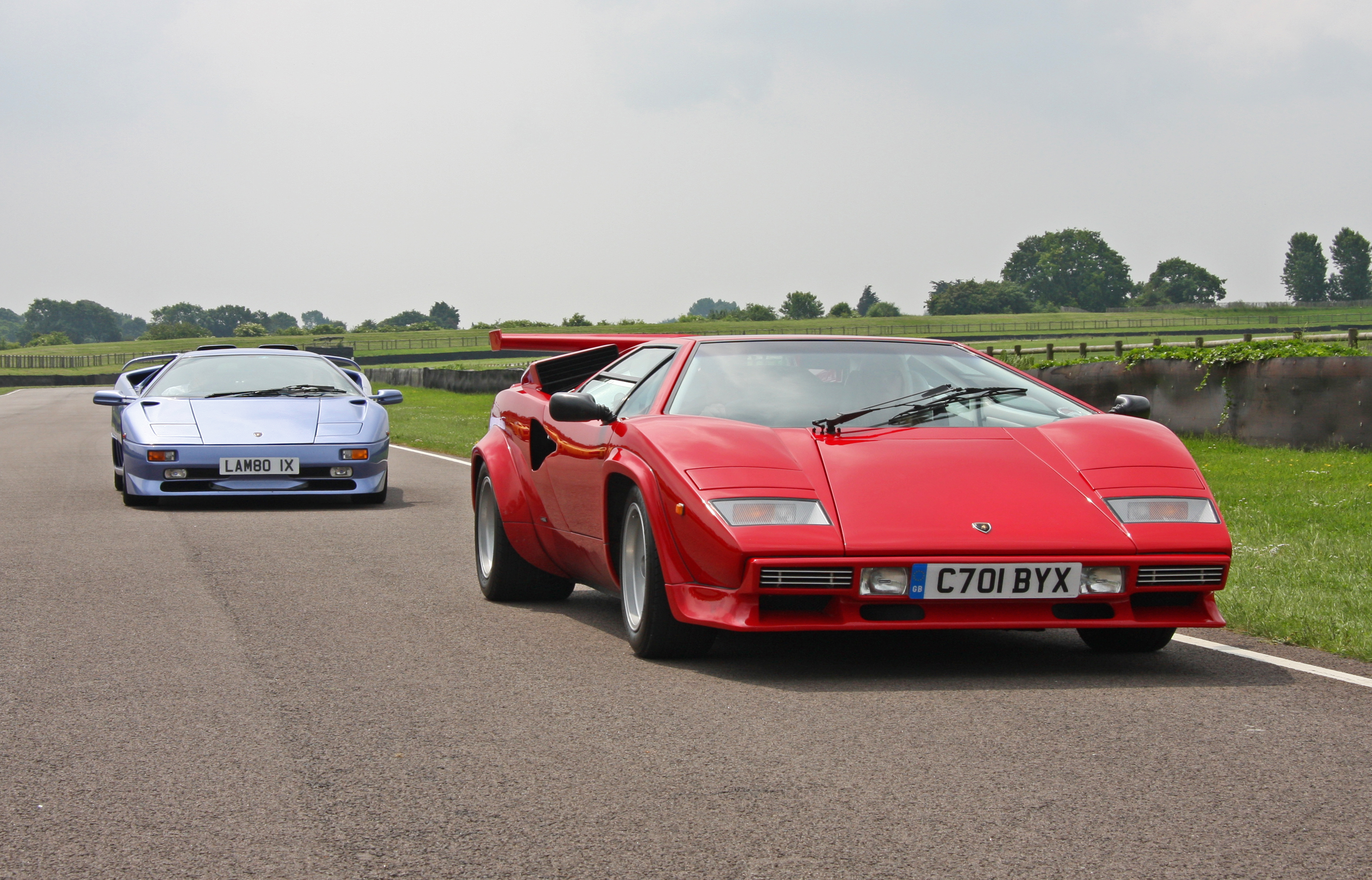
تم تسمية Diablo (الخلفية) على اسم ثور أسطوري، بينما كسر الكونتاش (المقدمة) تقليد مصارعة الثيران.

### تسمية السيارة
بعد إنتاج سيارتين بتسميات أبجدية رقمية، لجأت لامبورغيني مرة أخرى إلى مربي الثيران للحصول على الإلهام. كان دون إدواردو مليئًا بالفخر عندما علم أن فيروتشيو قد سمى سيارة لعائلته وسلسلة ثيرانهم؛ تم الكشف عن رابع ميورا يتم إنتاجه له في مزرعته في إشبيلية.  
سيستمر صانع السيارات في الاعتماد على اتصال مصارعة الثيران في السنوات المقبلة. تم تسمية Islero على اسم الثور Miura الذي قتل مصارع الثيران الشهير مانوليتي في عام 1947. Espada هي الكلمة الإسبانية للسيف، وتستخدم أحيانًا للإشارة إلى مصارع الثيران نفسه. يحمل اسم جاراما معنى مزدوجا خاصا. على الرغم من أنه كان يهدف إلى الإشارة فقط إلى منطقة مصارعة الثيران التاريخية في إسبانيا، إلا أن Ferruccio كان قلقًا بشأن الارتباك مع مسار سباق السيارات Jarama التاريخي أيضًا. 
بعد تعميد Urraco بعد سلالة ثور، في عام 1974، خرجت Lamborghini عن التقاليد، حيث أطلقت علىhttps://ar.wikipedia.org/wiki/null ليس للثور،  ولكن ل contacc ( pronounced [kʊŋˈtɑtʃ] )، كلمة بذيئة من بيدمونت. تقول الأسطورة أن المصمم Nuccio Bertone نطق بالكلمة في مفاجأة عندما رأى نموذج Countach الأولي، "Project 112".  LM002 (LM for Lamborghini Militaire) كانت السيارة الرياضية متعددة الاستخدامات وسيارة Silhouette (التي سميت على اسم فئة السباقات الشهيرة في ذلك الوقت) استثناءات أخرى للتقاليد.
سُمي جالبا عام 1982 على اسم سلالة ثور؛ ديابلو، عن ثور دوق فيراغوا المشهور بخوض معركة ملحمية ضد El Chicorro في مدريد عام 1869 ؛   Murciélago، الثور الأسطوري الذي أنقذ El Lagartijo حياته لأدائه في عام 1879؛ غالاردو، الذي سمي على اسم واحدة من خمس طبقات أسلاف من سلالة الثيران المقاتلة الإسبانية؛  وريفنتون، الثور الذي هزم الشاب المكسيكي توريرو فيليكس جوزمان في عام 1943. تم تسمية مفهوم Estoque لعام 2008 على اسم استوك (سيف)، وهو السيف الذي يستخدمه المصارعون تقليديًا أثناء مصارعة الثيران.

### مفهوم المركبات
طوال تاريخها، تصورت لامبورغيني وقدمت مجموعة متنوعة من السيارات التجريبية، بدءًا من عام 1963 مع أول نموذج أولي من لامبورغيني، 350GTV. وتشمل النماذج الشهيرة الأخرى بيرتوني 1967 Marzal ، 1974 برافو، و 1980 Athon، كرايسلر 1987 بورتوفينو، و شركة Italdesign -styled كالا من عام 1995، و زاغاتو بناؤه رابتور من عام 1996.

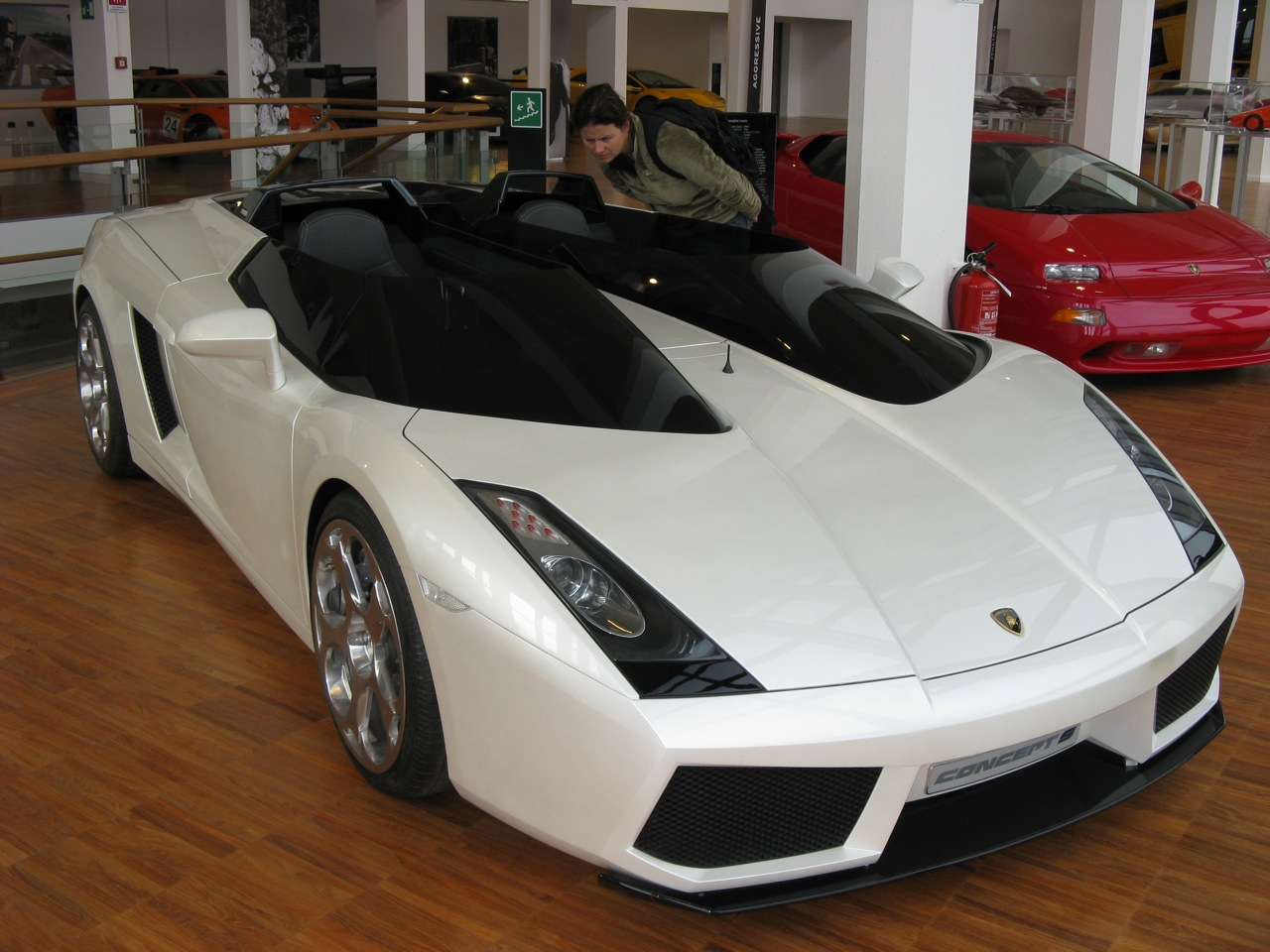
مفهوم S، مشتق من Gallardo

تم تقديم سيارة لامبورغيني ميورا الاختبارية ذات الطراز القديم، وهي أول ابتكار لكبير المصممين والتر دي سيلفا، في عام 2006. نفى الرئيس والمدير التنفيذي ستيفان وينكلمان أن يتم وضع المفهوم في الإنتاج، قائلاً إن مفهوم ميورا كان "احتفالاً بتاريخنا، لكن لامبورغيني تدور حول المستقبل. التصميم الرجعي ليس ما نحن هنا من أجله. لذلك لن نفعل ميورا [الجديدة] ".

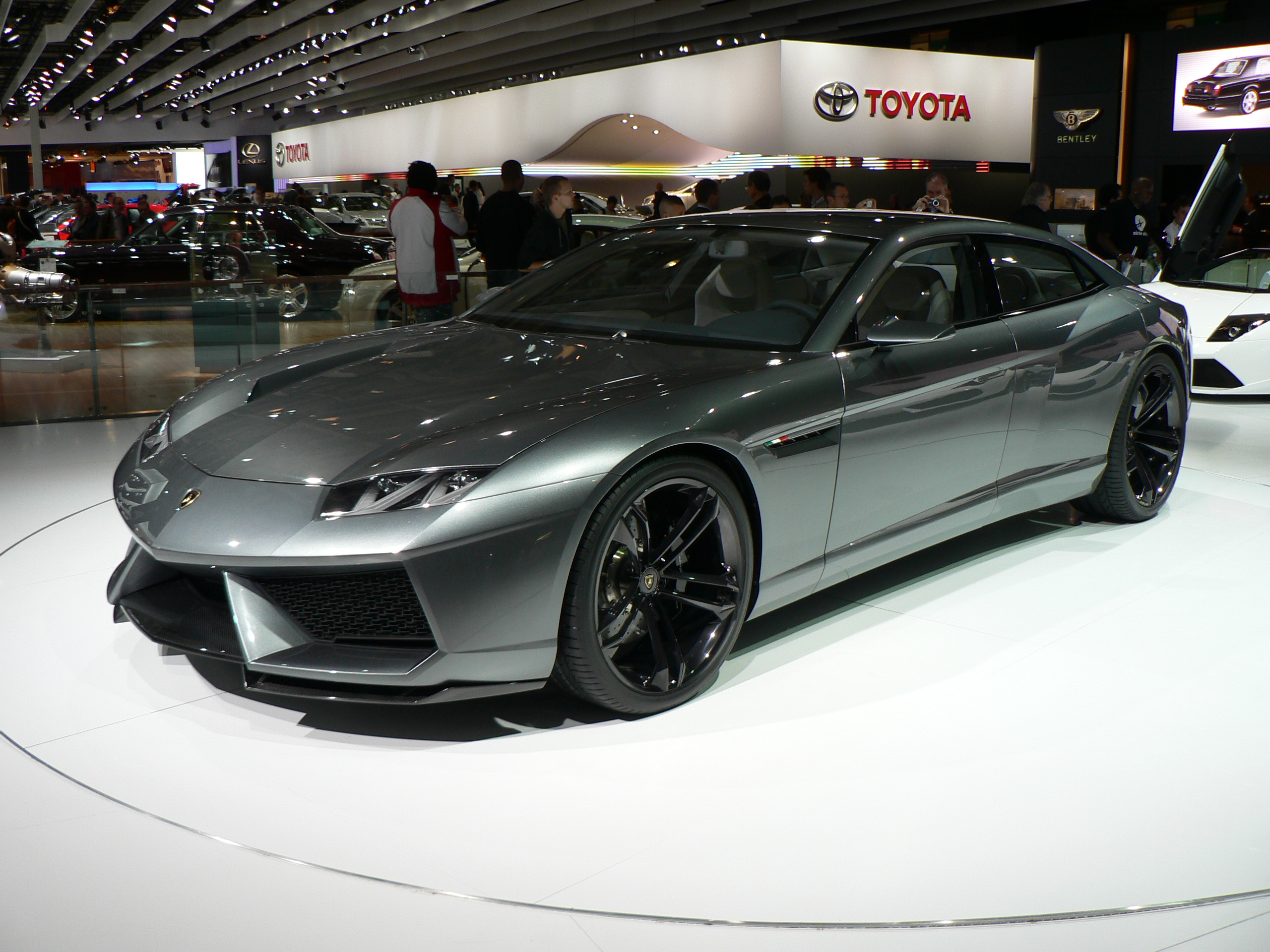
Estoque ، مفهوم سيدان 2008

في معرض باريس للسيارات 2008، كشفت لامبورغيني عن سيارة Estoque، سيارة سيدان بأربعة أبواب. على الرغم من وجود الكثير من التكهنات بشأن الإنتاج النهائي لشركة Estoque،  لم تتخذ إدارة لامبورغيني قرارًا بشأن إنتاج ما قد يكون أول سيارة بأربعة أبواب يتم طرحها من مصنع سانت أجاتا.
في معرض باريس للسيارات 2010، كشفت لامبورغيني النقاب عن لامبورغيني سيستو إليمينتو. السيارة الاختبارية مصنوعة بالكامل تقريبًا من ألياف الكربون مما يجعلها خفيفة للغاية، ويبلغ وزنها 999 كيلوغرام (2,202 رطل). تشترك Sesto Elemento في نفس محرك V10 الموجود في Lamborghini Gallardo. تأمل Lamborghini في الإشارة إلى تحول في اتجاه الشركة من تصنيع سيارات فائقة السرعة تركز على السرعة القصوى إلى إنتاج سيارات أكثر رشاقة وتركيزًا على المسار باستخدام Sesto Elemento. يمكن أن تصل السيارة الاختبارية إلى 0-62 ميل في الساعة (100 km / h) في 2.5 ثانية ويمكن أن تصل إلى سرعة قصوى تزيد عن 180 ميلا في الساعة.
في معرض جنيف للسيارات 2012، كشفت لامبورغيني النقاب عن أفينتادور J - نسخة بدون سقف وبدون نوافذ من لامبورغيني أفينتادور. يستخدم Aventador J نفس 700 محرك حصان وناقل حركة بسبع سرعات كمعيار أفينتادور.
في معرض بكين للسيارات 2012، كشفت لامبورغيني النقاب عن Urus SUV. هذه هي أول سيارة دفع رباعي تصنعها لامبورغيني منذ LM002.
كجزء من الاحتفال بمرور 50 عامًا على إطلاق لامبورغيني، أنشأت الشركة Egoista . إن الأناقة هي لقيادة شخص واحد ويجب صنع شخصية واحدة فقط.
في معرض باريس للسيارات 2014، كشفت لامبورغيني النقاب عن سيارة Asterion LPI910-4 الهجينة. سميت على اسم هجين نصف رجل ونصف ثور ( مينوتور ) من الأسطورة اليونانية، وهي أول سيارة لامبورغيني هجينة في تاريخ الشركة. استخدام محرك هوراكان 5.2 لتر V10 لإنتاج 607 حصان (453 كـو؛ 615 PS)، جنبًا إلى جنب مع محرك كهربائي واحد مثبت على ناقل الحركة ومحركين إضافيين على المحور الأمامي، مما يؤدي إلى تطوير 300 حصان (224 كـو؛ 304 PS) إضافية . هذا يضع القوة عند الرقم الموحد 907 حصان (676 كـو؛ 920 PS) . 0–100 كم / ساعة (62 ميل في الساعة) الوقت أعلى بقليل من 3 ثوانٍ، مع سرعة قصوى مزعومة تبلغ 185 ميل في الساعة (298 كم/س) .

## شؤون الشركات

### بناء
اعتبارًا من عام 2011، تم تنظيم Lamborghini كشركة فرعية مملوكة بالكامل لـ AUDI AG تسمى Automobili Lamborghini SpA 
تتحكم شركة Automobili Lamborghini SpA في خمس شركات فرعية رئيسية: Ducati Motor Holding SpA، وهي شركة لتصنيع الدراجات النارية. Italdesign Giugiaro SpA، شركة تصميم ونماذج أولية مملوكة بنسبة 90.1٪ تقدم خدمات لمجموعة فولكس فاجن بأكملها؛ MML SpA (Motori Marini Lamborghini)، الشركة المصنعة لكتل المحركات البحرية؛ و Volkswagen Group Italia SpA (Autogerma SpA سابقًا)، التي تبيع أودي وغيرها من سيارات مجموعة فولكس فاجن في إيطاليا. 
يقع المقر الرئيسي لشركة Lamborghini وموقع الإنتاج الرئيسي في Sant'Agata Bolognese، إيطاليا. مع إطلاق Urus SUV، توسع موقع الإنتاج من 80.000 إلى 160.000 متر مربع.
في 13 نوفمبر 2020، تم تعيين ستيفان وينكلمان، الرئيس الحالي لشركة بوجاتي، ليكون الرئيس التنفيذي الجديد لشركة لامبورغيني. يتولى منصبه الجديد اعتبارًا من 1 ديسمبر 2020.

### نتائج المبيعات

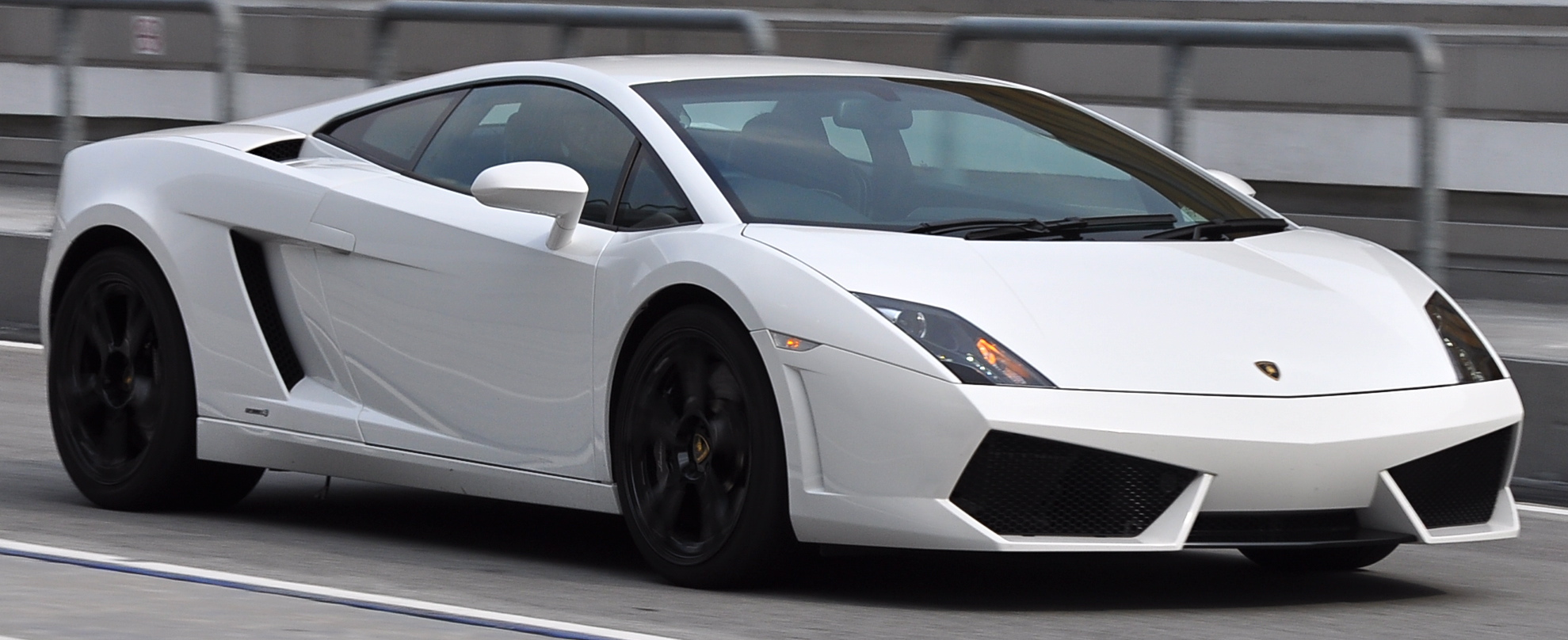
لامبورغيني غالاردو كوبيه (اليابان)

حسب المبيعات، كانت أهم الأسواق في عام 2004 لسيارات لامبورغيني الرياضية هي الولايات المتحدة (41٪) وألمانيا (13٪) وبريطانيا العظمى (9٪) واليابان (8٪). قبل إطلاق Gallardo في عام 2003، أنتجت Lamborghini حوالي 400 مركبة سنويًا؛ في عام 2011 أنتجت لامبورغيني 1711 سيارة. 
| السنة | المبيعات |
| ----- | -------- |
| 2010  | 1,302    |
| 2011  | 1,602    |
| 2012  | 2,083    |
| 2013  | 2,121    |
| 2014  | 2,530    |
| 2015  | 3,245    |
| 2016  | 3,457    |
| 2017  | 3,815    |
| 2018  | 5,750    |
| 2019  | 8,205    |

| السنة | المبيعات     |
| ----- | ------------ |
| 1968  | 353          |
|       | Data missing |
| 1991  | 673          |
| 1992  | 166          |
| 1993  | 215          |
|       | Data missing |
| 1996  | 211          |
| 1997  | 209          |
|       | Data missing |
| 1999  | 265          |

## الترخيص
Automóviles Lamborghini Latinoamérica SA de CV (شركة Lamborghini Automobiles of Latin America Public Limited Company) هي موزع معتمد ومصنع للمركبات والبضائع التي تحمل علامة Lamborghini في أمريكا اللاتينية وأمريكا الجنوبية. 
في عام 1995، أبرمت شركة MegaTech الإندونيسية، مالكة Lamborghini في ذلك الوقت، اتفاقيات توزيع وترخيص مع رجل الأعمال المكسيكي Jorge Antonio Fernandez Garcia. تمنح الاتفاقيات Automóviles Lamborghini Latinoamérica SA de CV الموزع الحصري لسيارات Lamborghini والبضائع ذات العلامات التجارية في أمريكا اللاتينية وأمريكا الجنوبية. بموجب الاتفاقيات، يُسمح لشركة Automóviles Lamborghini أيضًا بتصنيع سيارات Lamborghini وتسويقها في جميع أنحاء العالم تحت علامة Lamborghini التجارية. 
أنتجت Automóviles Lamborghini نسختين معاد تشكيلها من Diablo تسمى Eros و Coatl. في عام 2015، قامت شركة Automóviles Lamborghini بنقل حقوق الملكية الفكرية إلى مؤسسة كوتل (غرفة التجارة رقم 63393700) في هولندا من أجل تأمين هذه الحقوق وجعلها أكثر قابلية للتسويق. أعلنت الشركة عن إنتاج زورق سريع يسمى Lamborghini Glamour.

## سيارات لامبورغيني الجديدة
- لامبورغيني غالاردو LP560 4 2013
- لامبورغيني غالاردو LP550 2 سبايدر 2012
- لامبورغيني غالاردو LP570 4 سوبر تروفيو سترادالي 2012
- لامبورغيني افينتادور 2012
- لامبورغيني غالاردو LP570 4 سوبرلاجيرا 2011
- لامبورغيني غالاردو LP570 4 سبايدر بيرفورمانتي 2011
- لامبورغيني سيستو إليمينتو 2010
- لامبورغيني ريفينتون
- لامبورغيني مورسيلاغو LP640 2006

## متحف لامبورغيني

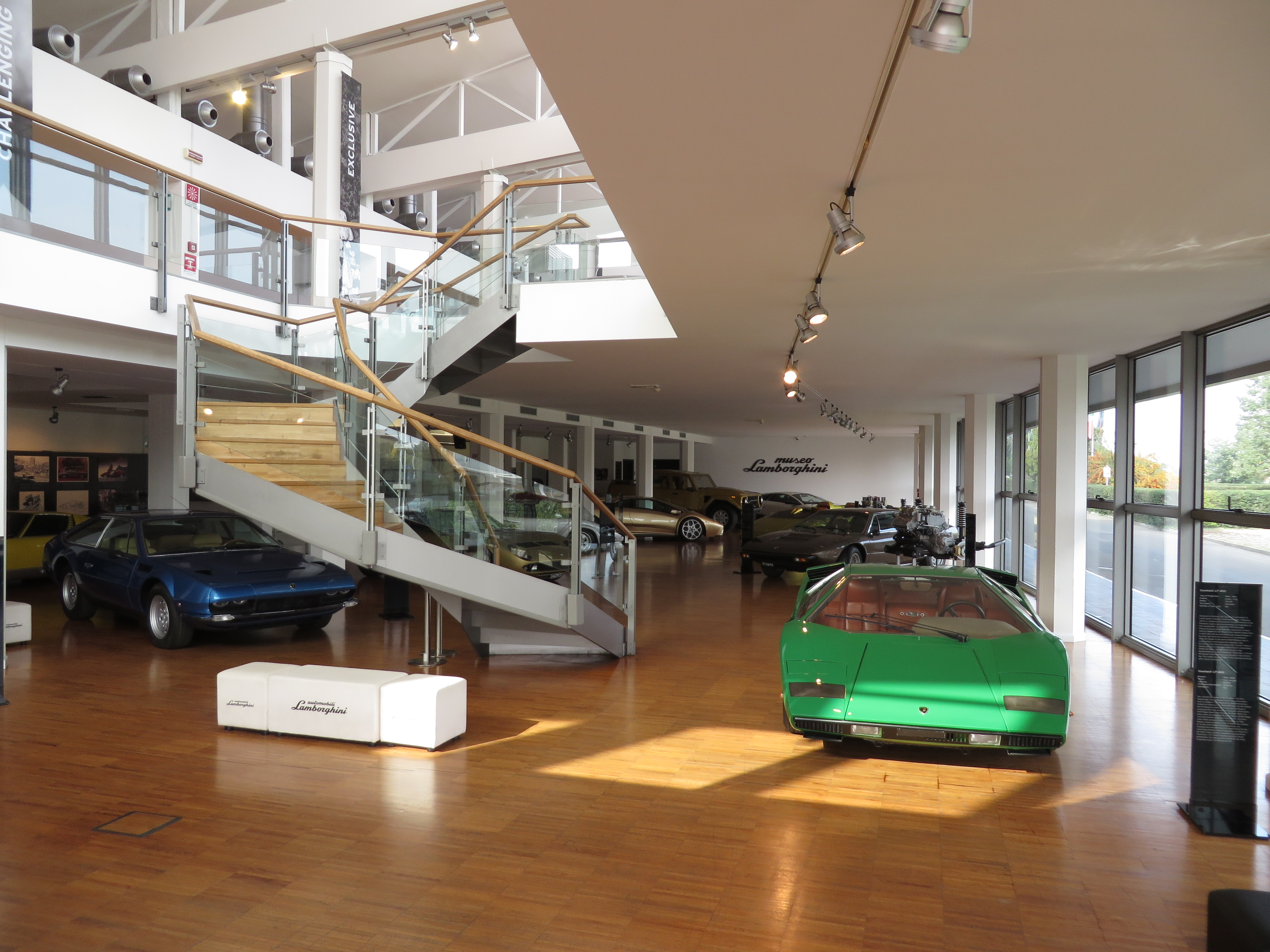
متحف لامبورغيني

هذا المتحف المكون من طابقين ملحق بالمقر الرئيسي، ويغطي تاريخ سيارات لامبورغيني وسيارات الدفع الرباعي، ويعرض مجموعة متنوعة من الموديلات الحديثة والقديمة. يستخدم المتحف عروض للسيارات والمحركات والصور لتقديم التاريخ ومراجعة المعالم الهامة في لامبورغيني.

## متحف فيروتشيو لامبورغيني
يضم متحف بمساحة 9000 قدم مربع حول Ferruccio Lamborghini العديد من السيارات والنماذج الصناعية والرسومات والأشياء الشخصية والصور العائلية من بداية حياة Ferruccio.

### وثائق الشركة
- "Audi 2010 Annual Report" (PDF). AUDI AG. 9 مارس 2011. مؤرشف من الأصل (PDF) في 2012-09-12. اطلع عليه بتاريخ 2012-08-02.
- "Audi 2011 Annual Report" (PDF). AUDI AG. 1 مارس 2012. مؤرشف من الأصل (PDF) في 2019-09-21. اطلع عليه بتاريخ 2012-08-10.
- "Audi 2011 Annual Financial Report" (PDF). AUDI AG. 17 فبراير 2012. مؤرشف من الأصل (PDF) في 2019-01-27. اطلع عليه بتاريخ 2012-07-30.
- "Audi Facts and Figures 2002" (PDF). AUDI AG. 2003. مؤرشف من الأصل (PDF) في 2023-02-13. اطلع عليه بتاريخ 2012-08-02.[وصلة مكسورة] Alt URL نسخة محفوظة 26 أغسطس 2014 على موقع واي باك مشين.
- "Audi Facts and Figures 2004" (PDF). AUDI AG. 2004. مؤرشف من الأصل (PDF) في 2012-09-03. اطلع عليه بتاريخ 2012-08-02.
- "Audi Facts and Figures 2005" (PDF). AUDI AG. 2006. مؤرشف من الأصل (PDF) في 2012-09-16. اطلع عليه بتاريخ 2012-08-02.
- "Audi Facts and Figures 2006" (PDF). AUDI AG. 2007. مؤرشف من الأصل (PDF) في 2012-04-02. اطلع عليه بتاريخ 2012-08-02.
- "Audi Facts and Figures 2007" (PDF). AUDI AG. 2008. مؤرشف من الأصل (PDF) في 2012-09-03. اطلع عليه بتاريخ 2012-08-02.
- "Audi Facts and Figures 2008" (PDF). AUDI AG. 2009. مؤرشف من الأصل (PDF) في 2012-09-03. اطلع عليه بتاريخ 2012-08-02.
- "Audi in Fakten und Zahlen 2009" [Audi Facts and Figures 2009] (PDF) (بالألمانية). AUDI AG. 2010. Archived from the original (PDF) on 2012-04-17. Retrieved 2012-08-02.
- "Audi in Fakten und Zahlen 2010" [Audi Facts and Figures 2010] (PDF) (بالألمانية). AUDI AG. 2011. Archived from the original (PDF) on 2012-09-12. Retrieved 2012-08-10.
- "Audi in Fakten und Zahlen 2011" [Audi Facts and Figures 2011] (PDF) (بالألمانية). AUDI AG. 2012. Archived from the original (PDF) on 2014-10-21. Retrieved 2012-08-10.
- "Interim Financial Report 2012" (PDF). AUDI AG. 23 يوليو 2012. مؤرشف من الأصل (PDF) في 2012-08-03. اطلع عليه بتاريخ 2012-08-02.
- "Shareholdings in accordance with sections 285 and 313 of the Handelsgesetzbuch (HGB – German Commercial Code) for Volkswagen AG and Volkswagen Group as of December 31, 2010" (PDF). VOLKSWAGEN AG. 10 مارس 2011. مؤرشف من الأصل (PDF) في 2012-05-07. اطلع عليه بتاريخ 2012-08-15.
- "Statement of Interests Pursuant to Sections 285 and 313 of the German Commercial Code" (PDF). AUDI AG. 17 فبراير 2011. مؤرشف من الأصل (PDF) في 2012-07-30. اطلع عليه بتاريخ 2012-07-30.
- "VOLKSWAGEN AG Annual Report 1999" (PDF). VOLKSWAGEN AG. 17 مارس 2000. ISSN:0933-7504. مؤرشف من الأصل (PDF) في 2013-10-02. اطلع عليه بتاريخ 2012-07-30.
- "VOLKSWAGEN AG Annual Report 2000" (PDF). VOLKSWAGEN AG. 16 مارس 2001. ISSN:0933-7504. مؤرشف من الأصل (PDF) في 2013-10-02. اطلع عليه بتاريخ 2012-07-30.
- "VOLKSWAGEN AG Annual Report 2001" (PDF). VOLKSWAGEN AG. 1 مارس 2002. ISSN:0933-7504. مؤرشف من الأصل (PDF) في 2013-10-02. اطلع عليه بتاريخ 2012-07-30.
- "Volkswagen Aktiengesellschaft Facts and Figures 2012" (PDF). volkswagenag.com. Volkswagen Aktiengesellschaft. 11 يونيو 2012. 1058.809.453.20. مؤرشف من الأصل (PDF) في 2013-10-02. اطلع عليه بتاريخ 2012-08-10. Automobili Lamborghini S.p.A. (867 employees, founded in 1963, wholly owned by AUDI AG since 1998)

## وصلات خارجية
الموقع الرسمي